# Melkus RS 1000
Melkus RS 1000 – sportowy samochód osobowy produkowany przez wschodnioniemieckie przedsiębiorstwo Melkus z Drezna w latach 1969–1979. 

## Historia i opis modelu
W 1968 roku Heinz Melkus przy udziale m.in. inżynierów z Uniwersytetu Technicznego w Dreźnie i fabryki Automobilwerk Eisenach rozpoczął prace nad pojazdem, a już sześć miesięcy później na dwudziestolecie Niemieckiej Republiki Demokratycznej gotowy był jeżdżący prototyp. Melkus RS 1000 zaprezentowany został m.in. na targach motoryzacyjnych w Brukseli w 1970 roku. Konstrukcję samochodu oparto na ramie i zawieszeniu Wartburga 353, które zmodyfikowano. Dwudrzwiowe nadwozie typu coupé zostało wykonane z żywicy poliestrowej wzmocnionej włóknem szklanym. Oryginalnym rozwiązaniem były tzw. skrzydlate drzwi (otwierane do góry). W RS 1000 zastosowano dwusuwowy silnik R3 z Wartburga o pojemności 1,0 l, który został zmodyfikowany m.in. poprzez dodanie trzech gaźników z motocykla MZ. Osiągał moc 70 KM, a w wersji wyścigowej 90-100 KM. W późniejszym czasie zwiększono pojemność z 993 cm³ do 1119 cm³ bez zmian w osiągach. Moc przenoszona była na oś tylną poprzez pięciobiegową skrzynię biegów. Samochód produkowano od 1969 do 1979 roku w Dreźnie gdzie powstało 101 sztuk.
W 2005 roku Heinz Melkus zmarł, a rok później jego syn i wnuk wyprodukowali serię 15 replik Melkus RS 1000 „Heinz Melkus Limited Edition” według oryginalnych planów. Powstało także 5 egzemplarzy z silnikiem czterosuwowym 1,6 l pod nazwą Melkus RS 1600. 
Od 2013 roku powstaje w małych ilościach Melkus RS 1000 GTR.
Melkus RS 1000 został wielokrotnie pokazany w teledysku do piosenki „Around The World” zespołu ATC.

## Dane techniczne
Silniki
| Wersja | Silnik:             | Średnica × skok tłoka: | Stopień sprężania: | Moc maks:                        | Maks. moment obrotowy     | 0-100 km/h: | V-max:   |
| ------ | ------------------- | ---------------------- | ------------------ | -------------------------------- | ------------------------- | ----------- | -------- |
| 1,0    | R3 1,0 l (993 cm³)  | 73,50 mm x 78,00 mm    | 8,3:1              | 70 KM (52 kW) przy 4500 obr./min | 118 Nm przy 3500 obr./min | 12 s        | 165 km/h |
| 1,1    | R3 1,1 l (1119 cm³) | 78,00 mm x 78,00 mm    | 9,5:1              | 70 KM (52 kW) przy 4750 obr./min | 128 Nm przy 3500 obr./min | 12 s        | 165 km/h |
| 1,1    | R3 1,1 l (1119 cm³) | b.d.                   | b.d.               | 90 KM (74 kW) przy 6000 obr./min | b.d. Nm przy b.d.         | b.d.        | 210 km/h |
| 1,6    | R4 1,6 l (1600 cm³) | b.d.                   | b.d.               | 102 KM (b.d. kW) przy b.d.       | 135 Nm przy 3500 obr./min | b.d.        | 180 km/h |

Inne
- Promień zawracania: 10,40 m[8]
- Rozstaw kół przód / tył: 1340 mm / 1380 mm[8]

## Galeria

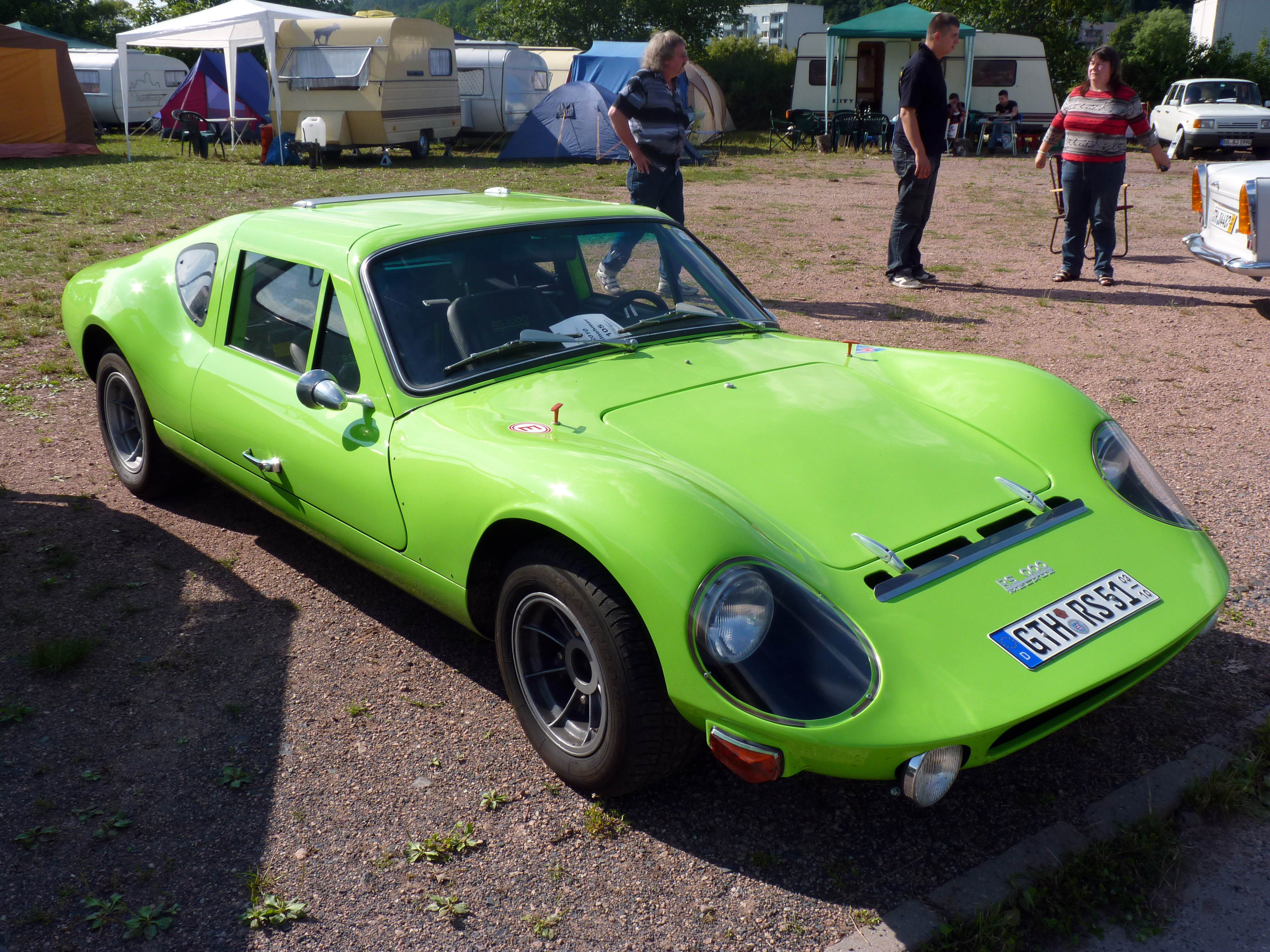
RS 1000
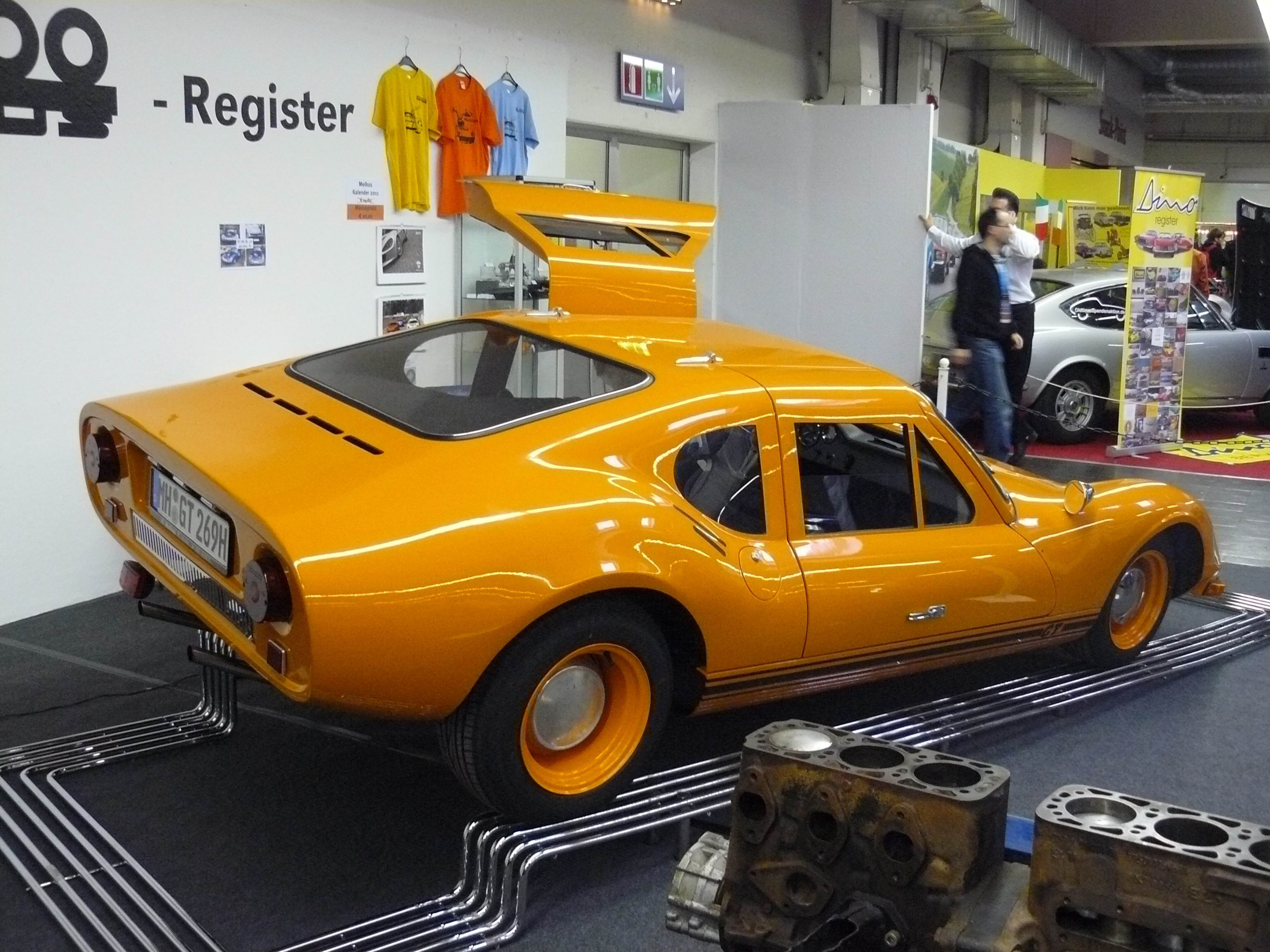
Tył pojazdu
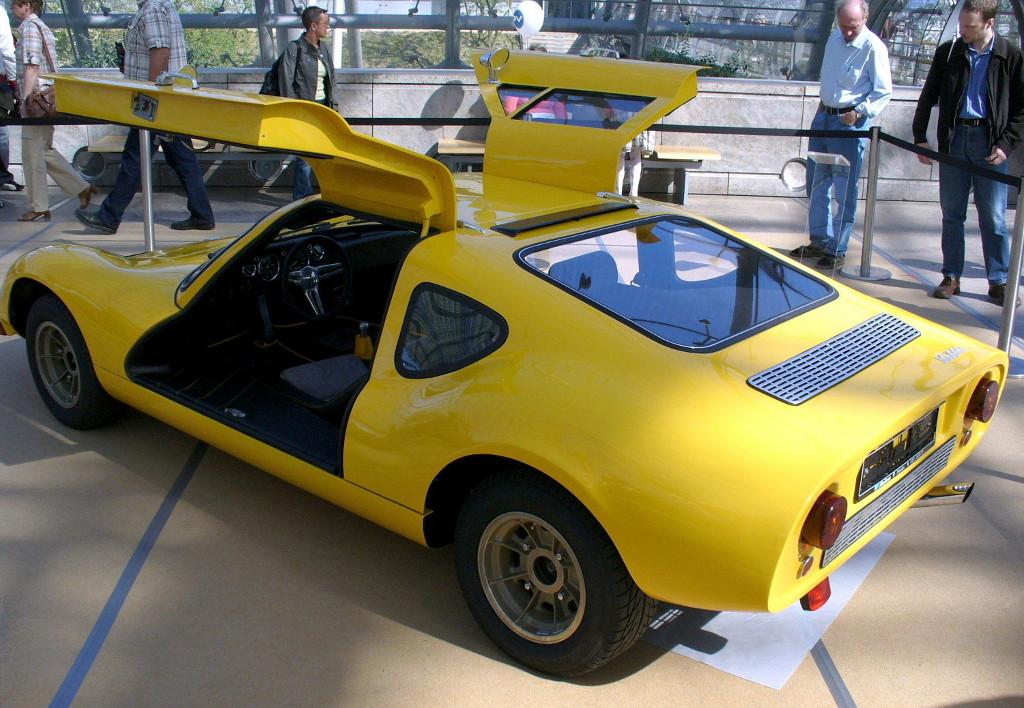
Tył pojazdu i wnętrze
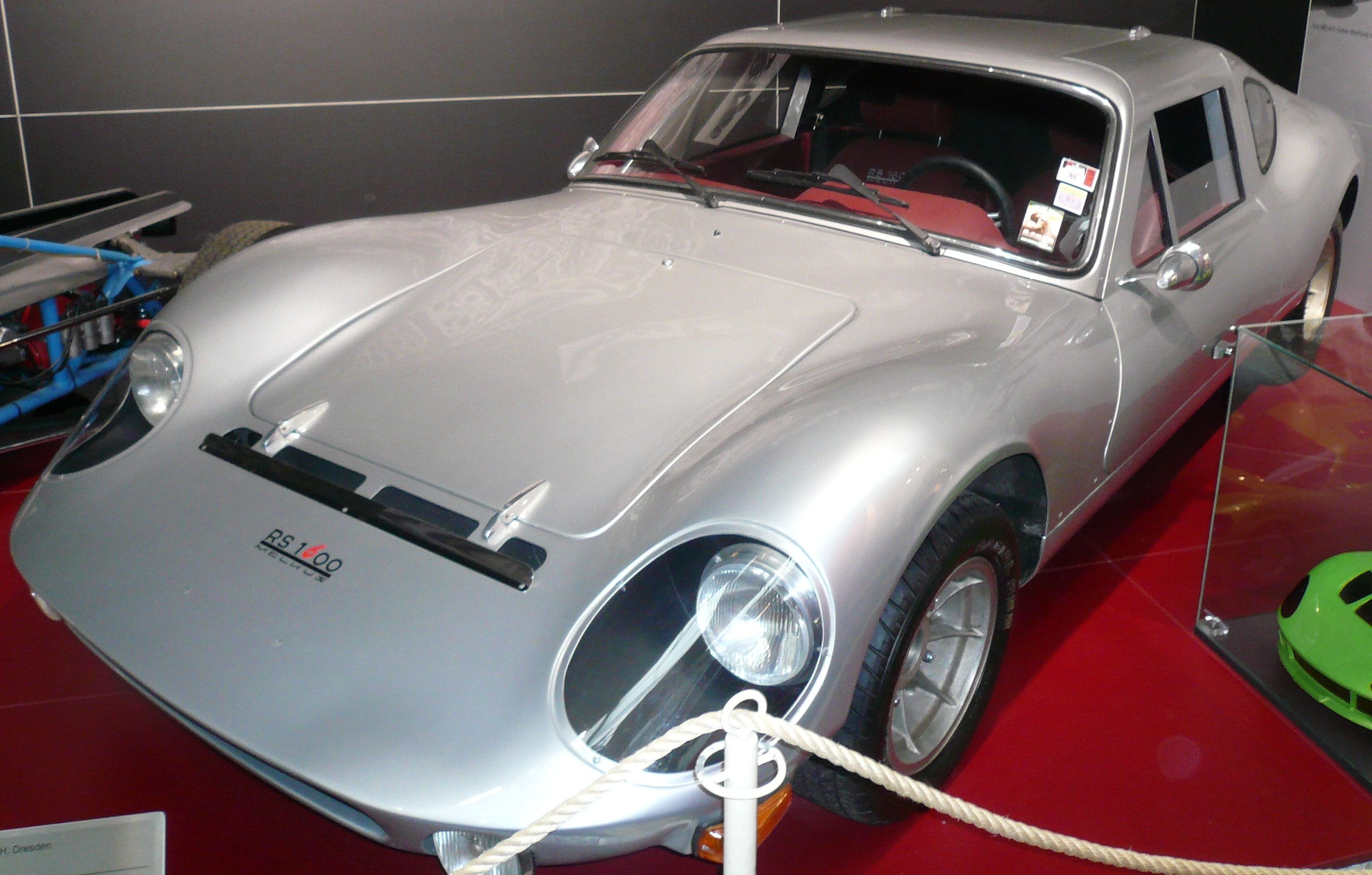
RS 1600